# Лишайниця пізня
Лишайниця пізня (Thumatha senex) — вид метеликів з родини еребід (Erebidae).

## Поширення
Вид поширений у Північній і Центральній Європі, Альпах, північній частині Малої Азії, Криму, Кавказі, Уралі і південно-західному Сибіру. Трапляється на вологих луках, болотах і заболочених місцях.

## Опис
Розмах крил 15—20 мм. Схожа на Nudaria mundana, але mundana має менш округлі та прозоріші передні крила, і менш помітні плями. Центральна пляма на вершині комірки чітка; більша тіньова пляма в середині реберної частини, а перед крайовою частиною переднього крила ряд плям, які особливо виразні в реберній ділянці. Інший вигнутий ряд плям обмежує прикореневу третину переднього крила. На крилах є дрібна луска. Метелик, що відпочиває, тримає крила пласко з боків тіла.

## Спосіб життя
Імаго літають з середини червня до середини серпня в одному поколінні. Метелики починають свій політ після настання сутінків і тривають до настання ночі. У теплі ночі політ може тривати до півночі.
Самиця відкладає невелику кількість яєць, які вона розміщує невеликими групами на субстраті, використовуючи задні кінцівки. Кожне яйце прикріплене до захисних волосків з пучка кінчика задньої частини тіла самиці. Яйце кругле, жовте. Яйця вилуплюються в серпні-вересні. Личинка попелясто-сіра, сильно опушена, з чорною головою. Вони живляться лишайниками (особливо Peltigera canina) і мохами. Впадають у сплячку після короткого сезону живлення. Вони активні в основному вночі і заляльковуються в травні-червні. Лялечка приземкувата, темно-коричнева, в щільному волосистому коконі. Стадія лялечки триває близько чотирьох тижнів.